# Aungban
Aungban é uma cidade do estado de Shan, no Myanmar (Birmânia).